# 櫻井光政
櫻井 光政（さくらい みつまさ、1954年8月9日 - ）は、日本の弁護士。第二東京弁護士会所属。桜丘法律事務所代表弁護士（所長）。1977年中央大学法学部法律学科卒業。司法修習34期を経て、1982年4月弁護士登録。1997年、若手弁護士の育成と司法過疎地への任期付き派遣を行う「日本型公設弁護人事務所」構想を提唱し、1998年1月、刑事弁護に精通する神山啓史とともに、桜丘法律事務所を設立。第二東京弁護士会元副会長（平成21年度）、元大宮法科大学院大学教授。日弁連総合法律支援本部スタッフ部会部会長、日弁連弁護士推薦委員会副委員長、刑事弁護フォーラム世話人。

## 経歴・人物
1954年、東京都生まれ。千葉県立東葛飾高校在籍時に弁護士を志し、高校卒業後、中央大学法学部法律学科に進学。在学中には三菱樹脂事件の原告高野達男の支援に加わるなどした。1977年、同大学卒業。
1979年、司法試験合格。司法修習（34期）の後、1982年4月、弁護士登録（第二東京弁護士会）。高橋孝信法律事務所入所。1987年、櫻井光政法律事務所設立。
1997年、被疑者国選弁護制度の必要性と、司法過疎（弁護士過疎）対策の必要性を訴え、若手弁護士を半年ないし1年程度育成した後、司法過疎地へ任期付きで派遣し、任期終了後は再び出身事務所で受け入れるという「日本型公設弁護人事務所」を提唱。自らパイロット事務所を設立することを宣言し、1998年1月、旧知の神山啓史（35期）とともに、桜丘法律事務所を設立。以来、代表弁護士として多数の若手弁護士を育成し、日本各地に派遣している。
刑事事件に加え、企業法務、相続・遺言、交通事故を得意分野とする。座右の銘は「偽善も極めれば善」、趣味は海釣りと魚料理。

## 担当事件
- 司ちゃん誘拐殺人事件（1980年発生） - 控訴審で安田好弘らとともに被告人の弁護人を担当した[11]。

## テレビ出演
- 『ザ・ノンフィクション』「弁護士たちの街角シリーズ」 フジテレビ、2000年 - [3][12]
- 『日本の、これから』「裁判員制度がはじまる 今夜とことん考えます」 NHK総合、2008年12月6日（四宮啓、土本武司、桂文珍、平木正洋、上冨敏伸と共演）[13]

## 著書等

### 著書
- 「連載 日本型公設弁護人事務所の試み (1) - (16)」『季刊刑事弁護』13号 - 28号、現代人文社、1998年 - 2001年[4]
- 「連載 桜丘だより (1) - 」『季刊刑事弁護』29号 - 、現代人文社、2002年 - [4]
- 「公的弁護制度の実務的課題」『季刊刑事弁護』40号、現代人文社、2004年、92頁
- 『刑事弁護プラクティス—新人弁護士養成日誌』 現代人文社、2013年[14]
- 「連載 知っておきたい法律ミニファイル」『会計人コース』 中央経済社、1990年 - [4]

### 監修
- 浅見理都 『イチケイのカラス』 講談社（取材協力、法律監修）[15]